# Galešići
Galešići är en ort i Bosnien och Hercegovina.   Den ligger i entiteten Federationen Bosnien och Hercegovina, i den centrala delen av landet, 90 km nordväst om huvudstaden Sarajevo. Galešići ligger 695 meter över havet och antalet invånare är 169.
Terrängen runt Galešići är huvudsakligen kuperad. Galešići ligger nere i en dal.Närmaste större samhälle är Bugojno, 18,1 km söder om Galešići. 
I omgivningarna runt Galešići växer i huvudsak lövfällande lövskog. Runt Galešići är det ganska tätbefolkat, med 93 invånare per kvadratkilometer.